# Актрисы (сериал)
«Актрисы» — российский драматический телесериал 2023 года режиссёра Фёдора Бондарчука.

## Сюжет
Действие сериала происходит в вымышленном московском Главном драматическом театре и за его кулисами в период с 2014 по 2020 годы. В центре сюжета три актрисы — Полина, Елена и Оксана. На протяжении трёх актов, на которые условно разделён сериал, каждая из них переживает взлёты и падения, оглушительный успех и безнадёжное хождение по кастингам, ожесточённую конкуренцию, зависть, а также предательство коллег и близких.

## В ролях
- Светлана Ходченкова — Полина, актриса
- Елена Николаева — Алёна, актриса
- Полина Пушкарук — Оксана, актриса
- Алексей Макаров — Гера, актёр
- Сергей Гилёв — Степан, актёр
- Павел Попов — Коля, актёр
- Алексей Гуськов — папа Полины
- Евгения Добровольская — мама Коли
- Андрей Федорцов — папа Коли
- Лолита Милявская — Ольга Владимировна, директор театра
- Игорь Золотовицкий — Геннадий Сергеевич
- Алексей Шевченков — Вячеслав Юрьевич, художественный руководитель театра
- Наталья Суркова — Люба, помощник режиссёра
- Анна Невская — Лариса, агент
- Анна Снаткина — Лера Стрелова, актриса
- Роман Евдокимов — Илья
- Анастасия Красовская — Маша
- Андрей Назимов — Курабин, режиссёр
- Антон Риваль — Мишель, французский режиссёр
- Ольга Макеева — Жанна
- Пётр Скворцов — Вася

## Производство
Съёмки сериала проходили с июля по октябрь 2022 года в Москве и Подмосковье, театральные эпизоды снимали в МХТ имени А. П. Чехова. Он же и послужил прототипом для «главного драматического театра страны», закулисье которого описано в сериале.
Специально для съёмок режиссёр Олег Глушков поставил два спектакля — «Хор нищих» и «Утиная охота».